# Gianlorenzo Blengini
Gianlorenzo Blengini (Turín, Italia, 29 de diciembre de 1971) es un entrenador de voleibol italiano, actual entrenador del Lube Macerata y de la selección italiana.

## Trayectoria

### Clubes
Blengini empieza su carrera como segundo entrenador en el Pallavolo Torino en la temporada 2000-2001 y en los años siguientes trabaja junto a técnicos de la talla de Mauro Berruto y Julio Velasco.
En la temporada 2009/2010 es contratado en calidad de primer entrenador por el Lupi Santa Croce en la Segunda División de Italia; en 2010/2011 gana la Copa Italia de serie A2 y llega hasta la final de los playoff por el ascenso donde es derrotado por el Pallavolo Padova.
Entre 2011/2012 y 2013/2014 entrena el  Vibo Valentia, calificándose por los playoff en las primeras dos temporadas cayendo en la primera ronda en 2011/2012 y en cuartos en 2012/2013 (0-2 en la serie frente al Trentino Volley, campeón al final de la temporada). En verano 2014/2015 se marcha al Top Volley Latina y consigue llegar hasta la semifinal de los playoff (donde es derrotado por el Pallavolo Modena) tras haber derrotado al favorito Lube Macerata en los cuartos.
Al final de la temporada ficha por el mismo Lube Macerata.

### Selección
En mayo de 2015 es nombrado segundo entrenador de la selección italiana, sin embargo tras la mala actuación del equipo en la Liga Mundial 2015, Berruto dimite y la federación italiana elige el mismo Blengini como seleccionador. Entre septiembre y octubre conduce a la selección hasta la medalla de plata en la Copa Mundial de 2015 (y consecuente calificación olímpica por Río 2016) y el bronce en el Campeonato europeo de 2015. En verano 2016 llega hasta la final de los Juegos Olímpicos de Río de Janeiro 2016 donde consigue la medalla de plata al ser derrota por 0-3 por la selección de Brasil.

### Clubes
- Copa de Italia de A2 (1): 2010/2011
- Campeonato de Italia (1) : 2016-17
- Copa Italia (1): 2016-17